# BLAST (ONE N' ONLYの曲)
「BLAST」（ブラスト）は、日本の5人組ダンス&ボーカルグループ・ONE N' ONLYのメジャーデビューシングル。2025年6月18日にユニバーサルミュージック内のレーベル・Polydor Recordsから発売された。グループにとって初の全国流通CDシングルとなる。
表題曲「BLAST」は“爆発”や“楽しい時間を過ごす”といった意味合いを持ち、グループの魅力を凝縮したパーティーチューンに仕上がっている。カップリングにはメンバー出演ドラマの主題歌「Bittersweet」や、ライブ定番曲「BOOM BASH」を収録し、計3曲入りとなっている。

## 背景
ONE N' ONLYはスターダストプロモーションの若手アーティスト集団EBiDAN発の5人組ボーイズグループで、インディーズ活動期には海外公演も経験し、ラテン音楽要素を取り入れた独自の「Jatin Pop」スタイルを築いてきた。2023年には南米ツアーを成功させ、国内外から注目を集める中、2025年にユニバーサルミュージック/Polydor Recordsとグローバル契約を結びメジャーデビューすることが決定した。このサプライズ発表は2025年4月7日に東京で開催されたファンクラブ限定イベント「ONE N’ ONLY Special Event ～Sweet Evening～」で行われ、メンバーは巻物状の発表状を手に「全世界へ羽ばたいていきますので、これからも応援よろしくお願いします！」と決意を述べた。当日は公式YouTubeやTikTokで生配信も行われ、集まったファン250人（愛称：SWAG）とメジャーデビューの喜びを分かち合った。
メジャーデビューシングルの発売日は6月18日と発表され、同時に収録内容や曲名も順次公開された。タイトルとなった「BLAST」は「爆風・爆発」の意味に加え「楽しい時間」の俗語であり、デビューを機にさらなる飛躍を遂げるグループを象徴するコンセプトとして名付けられた。発表イベント後、グループは初の全国ホールツアー『LIVE TOUR 2025 ||:ONE N’ ONLY:||』を4月15日から開催し、5月には念願だった日本武道館2Days公演を含む日程を公演予定。ツアーではシングル収録曲「BOOM BASH」が先行披露されており、4月18日には同曲をデジタル先行配信する形でメジャーデビューへの準備が進められた。メンバーのREI（沢村玲）が出演する読売テレビ深夜ドラマ『子宮恋愛』の主題歌には新曲「Bittersweet」が起用され、楽曲はドラマのために書き下ろされた。REIは「撮影の思い出を胸に、一つひとつの歌詞に気持ちを込めて丁寧にレコーディングしました。ドラマの世界観と一緒に楽しんでもらえたらうれしいです」とコメントしており、グループとしてもデビューシングルを通じて多方面への露出を果たすこととなった。

## 構成
収録曲は3曲とも全盤共通であり、表題曲「BLAST」とカップリング2曲「Bittersweet」「BOOM BASH」が収められている。
「BLAST」は、グループのメジャーデビューを飾るタイトル曲。作詞は数多くのヒット曲を手掛けてきた松井五郎が担当している。疾走感あふれるダンスビートに乗せたアッパーなパーティーチューンで、「さらにアップグレードされたONE N' ONLYの姿を見せる」攻撃的な楽曲に仕上がっている。曲名には「爆発」「爆風」「最高に楽しい時間を過ごす」といった意味が込められ、イントロから派手で中毒性のあるサビメロディーが印象的だと報じられた。歌詞の詳細は発売時点で未公表だが、そのタイトル通りエネルギッシュで前向きな内容になるとみられている。
「Bittersweet」は、ローテンポでしっとりとしたR&B調のラブソング。メンバーのREIが主要キャストとして出演するドラマ『子宮恋愛』のオープニング主題歌として、本作のために書き下ろされた楽曲である。禁断の恋に踏み込んでしまう男女の葛藤や衝動がスリリングに描かれており、切なさと甘さが混じり合った「ビター＆スイート」な世界観を表現している。ヴォーカルパートではメンバーの繊細な歌声が活かされ、ドラマのストーリー展開とリンクするような感情表現が特徴となっている。REIは「揺れ動く細やかな心情をこの曲で表現しています。ぜひドラマの世界観とともに楽しんでください」と語っており、視聴者に物語への没入感を与える主題歌となっている。
「BOOM BASH」は、ライブ映えするアップテンポなダンスナンバー。作詞はKOMU、作曲・編曲はUio（SUPA LOVE）による。ONE N' ONLYが2025年春に開催したホールツアーのオープニングを飾るテーマ曲であり、観客を煽る力強いビートとラップを交えた賑やかなサウンドが特徴である。全編にわたって「Boom!」という掛け声やエネルギッシュなフレーズが散りばめられ、メンバーもライブで一体感を生み出す“キラーチューン”として位置付けている。公式発表でも「ONE N' ONLYのライブアンセムとして新たな武器となる楽曲」に仕上がったと紹介されており、デビューシングルに相応しい華やかなカップリング曲となった。

## リリース

### 発売形態・仕様
メジャーデビューシングル「BLAST」は、CD単体から映像付きまで全8形態でリリースされる。初回限定盤A・B（各CD+Blu-ray）と通常盤（CDのみ）、そしてメンバー個別の初回限定ソロ盤5種（各CDのみ）で構成され、ジャケットデザインは盤種ごとに異なる。初回限定盤AのBlu-rayには「Visual Shooting -Behind the Scenes-」と題したジャケット写真撮影の裏側ドキュメントや、2025年4月7日に行われたメジャーデビュー発表イベント『ONE N’ ONLY Special Event ～Sweet Evening～』の本編およびオフショット映像を収録する。初回限定盤BのBlu-rayには上記イベントの映像に加え、全公演ソールドアウトとなった全国ツアー『LIVE TOUR 2025 ||:ONE N’ ONLY:||』のリハーサル風景を収録しており、ステージを作り上げるメンバーの姿を垣間見ることができる。これら映像特典や52ページのフォトブックレットは初回盤A・B共通の内容で、スペシャルスリーブケース仕様となっている。一方、通常盤（初回プレス分）にはBlu-rayは付属しないが、他の初回盤と同様にランダム封入特典としてトレーディングカードが1枚同梱される。

### 封入特典
全形態の初回プレス分には、メンバー個別写真など全12種類からランダムで1枚のトレーディングカードが封入される。初回限定盤A・Bおよび通常盤（初回プレス）では共通デザインのソロショット10種＋集合ショット2種からランダム封入され、各ソロ盤にはそのメンバーのみの全4種から1枚が封入される仕組みとなっている。また初回プレス分にはスペシャル応募抽選用シリアルナンバー付きチラシも封入されており、シリアルコードを用いて応募すると抽選で豪華賞品が当たるキャンペーンが実施予定である。賞品内容や応募期間など詳細は後日発表とされ、いずれも初回生産限定の特典となっている。さらに販売チャネル別の購入者特典も用意されており、例えば公式ファンクラブ「SWAG」およびUNIVERSAL MUSIC STOREで5種のソロ盤セットを購入すると収納用スリーブケースや集合アクリルキーホルダーが先着でもらえる。その他の全国CDショップやECサイトでも店舗別オリジナル特典（内容未発表の生写真等）が予定されており、特典は無くなり次第終了と案内されている。

### プロモーション・メディア露出
収録曲「BOOM BASH」はCD発売に先駆けて2025年4月18日にデジタルシングルとして配信開始された。同曲は先述の通りコンサートのテーマ曲であり、配信開始直後からグループ公式SNSやTikTokでパフォーマンス動画が公開され、ファンの間で振付チャレンジ企画も展開された。またカップリング曲「Bittersweet」は2025年4月10日深夜より放送の読売テレビ系ドラマ『子宮恋愛』でオープニング主題歌としてオンエアされており、楽曲フル配信はシングル発売日と同日の6月18日から開始予定である。表題曲「BLAST」についても、発売日のCDリリースと同時に各音楽配信サービスでストリーミング解禁となる見込みで、MV（ミュージックビデオ）は公式YouTubeチャンネル「ONE N' ONLY TV」でティザー映像公開後にフル尺がプレミア公開されると報じられている。発売週にはテレビ音楽番組やラジオへの出演、雑誌インタビュー掲載などメディアプロモーションも積極的に行われ、ONE N' ONLYの知名度向上が図られる。さらにリリース記念イベントも各地で開催予定で、5月18日の大阪府を皮切りに、6月1日千葉県、6月15日愛知県、発売日の6月18日東京都、6月21日埼玉県、6月22日関西エリアと全国各地でミニライブ＆特典会が行われるスケジュールが発表された。このリリースイベントではCD購入者を対象にしたハイタッチ会や抽選会が実施される予定であり、発売に先駆けてツアー会場でもシングル予約者限定の抽選企画が展開された。特に4月30日の日本武道館公演では会場予約特典として武道館限定絵柄のトレーディングカードが用意されるなど、デビューシングル「BLAST」を盛り上げる多彩な施策が展開されている。

## 収録曲
| #  | タイトル        | 作詞     | 作曲                 | 編曲             |
| -- | --------------- | -------- | -------------------- | ---------------- |
| 1. | 「BLAST」       | 松井五郎 | OHTORA, New K        | New K            |
| 2. | 「Bittersweet」 | JUNE     | JUNE, Ethan Augustin | Ethan Augustin   |
| 3. | 「BOOM BASH」   | KOMU     | Uio（SUPA LOVE）     | Uio（SUPA LOVE） |

| #  | タイトル                                                                          | 作詞 | 作曲・編曲 |
| -- | --------------------------------------------------------------------------------- | ---- | ---------- |
| 1. | 「『LIVE TOUR 2025 \|\|:ONE N’ ONLY:\|\|』 Rehearsal -Behind the Scenes-」        |      |            |
| 2. | 「2025.04.07『ONE N’ ONLY Special Event 〜Sweet Evening〜』 -Behind the Scenes-」 |      |            |